# Пика
Пи́ка (через нем. Pike или фр. pique, от итал. рiсса) — колющее холодное оружие, разновидность длинного копья, состоящее из древка длиной в 3—5 метров и трёхгранного или четырёхгранного металлического наконечника длиной 12—57 сантиметров. Общий вес составляет 3—4 килограмма. Такое оружие было предназначено для защиты пехоты от атак кавалерии, а также использовалось в кавалерии — в гусарских, казачьих, уланских и конных пикинёрских полках. Имело распространение в XV — первой половине XX веков.
Обычно перечисляются следующие отличия пики от копья:
- пика существенно длиннее и, соответственно, тяжелее, из-за чего её необходимо держать в двух руках;
- наконечник пики рассчитан на пробивание доспехов и имеет не широкую листовидную (в виде клинка), а узкую гранёную форму, соответственно, пика — исключительно колющее оружие, в то время, как многие копья с широким наконечником могут использоваться (и использовались) и для рубяще-режущих ударов;
- пика обычно не является метательным оружием (исключение — абордажная пика, сариса также происходит от метательного оружия).

В отличие от сарисы, типичная пика обычно не имеет противовеса и, как правило, более короткая.

## История применения
Наиболее ранние европейские упоминания об использовании пики в бою относятся к XII веку. Первыми в Средневековье длинные пехотные копья применили шотландцы, формируя боевые построения в виде шилтронов в ряде битв за независимость своего королевства.
В XV веке пику на вооружение взяли швейцарцы, которые стали мастерами в маневрировании шписами (так по-немецки называется этот вид оружия). Позже многие приёмы боя пиками переняли у швейцарцев немецкие ландскнехты. В последующем между немцами и швейцарцами велись многочисленные ожесточённые бои во время Итальянских войн, когда с обеих сторон выступали большие формации хорошо обученных пикинёров.
Данный вид оружия широко применялся и в XVII веке. После повышения роли огнестрельного оружия пикинёры из атакующей силы превратились в устойчивую основу боевого порядка пехоты, обеспечивая мушкетёрам защиту от кавалерии (атаку которой сами стрелки остановить огнём обычно не могли из-за низкой скорострельности своего оружия). После появления подвижной артиллерии, с целью увеличения мобильности войск тяжёлая пика стала заменяться лёгкой, длиной всего 300 сантиметров и весом 2,5 килограмма. С появлением на мушкетах штыков необходимость в пиках стала резко ослабевать, и войска такого рода постепенно исчезли.
В Русском царстве пики получили распространение в конце XVII века. В 1698 году пиками вооружались офицеры. В пехотных полевых полках по табелю 1720 года было определено содержать копья рогаточные и пикинёрские. В 1724 году их сняли с вооружения и обязали хранить в складах.
К примеру, первые шеренги пехотного Преображенского полка вооружались пиками в целях прикрытия боевого порядка при кавалерийских атаках вплоть до 1721 года. Длина таких пик составляла 3,5 метра, наконечник имел трёхгранную форму с волнистыми краями при длине в 57 сантиметров.
В 1756 году на вооружении нижних чинов вновь созданных гренадерских полков имелось 216 пикинёрных копий, которые предназначались для применения только в военное время и перевозились в обозе. Фактически они не использовались и были заменены ружьями со штыками.
В дальнейшем в Российской империи более короткие пики взяли на вооружение казаки, а с 1801 года их получили уланы. В 1840-х годах кавалерийская пика была принята на вооружение первых шеренг драгун, улан, гусар и кирасир.
На начало XX века на вооружении находилось несколько образцов пик, и их оставили в первых шеренгах регулярной кавалерии и в казачьих полках степовых казачьих войск.
Кавалерия РККА вооружалась пиками вплоть до начала Великой Отечественной войны.
Удары пиками обычно наносились в пах (спереди) или в область поясницы (сзади). От такого удара практически невозможно было увернуться, а ранения, как правило, оказывались тяжёлыми. Более или менее действенной защитой от таких ударов была надеваемая через плечо «скатка» из военного плаща-епанчи, а позднее — из шинели.

## Типы пик
Можно выделить несколько видов пик:

### Европейская пика
«Долгожитель» среди холодного оружия. Длина классической европейской пики 3,3 метра, а наконечника — всего 12 сантиметров. Вес — около 4,5 килограммов. Эта разновидность пики была на вооружении у пехоты европейских армий вплоть до 1918 года, в некоторых странах её упразднили перед Первой мировой войной, в 1914 году, а в некоторых армиях только в 1920—1930-x годах. В кавалерии пика прослужила ещё дольше — так, кавалерийские цельнометаллические пики образца 1910 года можно увидеть на фотографиях парада в Москве в ноябре 1941 года, на котором эти пики с прапорцами (небольшими знамёнами) применялись в качестве идентификаторов кавалерийских эскадронов. В кавалерии польских частей, сформированных в годы Великой Отечественной войны на территории СССР (Армии Андерса и 1-го польского корпуса), эти пики состояли на вооружении до 1942 года.

### Шиловидная пика
Другое её название — «мавританская пика». Пехотная пика длиной 4,5—6,8 метров с четырёхгранным наконечником. В отличие от классической европейской пики наконечник шиловидной мог достигать полуметра в длину. Для крепления наконечника применялся трубчатый насад, то есть остриё надевалось на древко и крепилось на нём. Некоторые наконечники оснащались двумя стальными полосками, идущими от насада и прибитыми снизу по бокам древка, чтобы придать пике дополнительную жёсткость и предотвратить её перелом. Также существовали пики с трёхгранным сечением наконечника.

### Абордажная пика
Применялась моряками парусного флота для боя во время абордажа (когда корабли сцепляются бортами). Такая пика была несколько короче её сухопутного аналога и применялась для метания по противнику или в качестве обычного копья. Вес этого оружия составлял около 2,7 килограммов, а длина 1,2—1,8 метра. Пика была наиболее простым оружием на корабле и применялась не только пиратами для нападения, но и гражданскими кораблями для защиты от пиратов. Из-за своей длины пика была эффективна против мечей, ножей и другого холодного оружия во время абордажного боя.

### Видео
- Работа с пикой в пешем строю — учебный бой и приёмы контратаки
- Работа пикой. Защиты
- Работа казачьей пикой (пеший строй)
- Фехтование на пиках в пешем строю (учебный бой)